# 于方柱
于方柱（？—？），山东平度人，是一名清朝政治人物。
于方柱曾于1761年接替刘若洙任南汇县知县一职，同年由金潢接任。